# Томмотский ярус
| Кембрийский период в ОСШ (Россия) Деление по состоянию на март 2024 года |         |              |                       |
| система                                                                  | отдел   | ярус / век   | Ниж. граница, млн лет |
| Ордовик                                                                  | Нижний  | Тремадокский | 485,4±1,9             |
| Кембрий                                                                  | Верхний | Батырбайский | ?                     |
| Кембрий                                                                  | Верхний | Аксайский    | ?                     |
| Кембрий                                                                  | Верхний | Сакский      | ~497                  |
| Кембрий                                                                  | Средний | Аюсокканский | 500                   |
| Кембрий                                                                  | Средний | Майский      | ~504,5                |
| Кембрий                                                                  | Средний | Амгинский    | 509                   |
| Кембрий                                                                  | Нижний  | Тойонский    | ?                     |
| Кембрий                                                                  | Нижний  | Ботомский    | ?                     |
| Кембрий                                                                  | Нижний  | Атдабанский  | ?                     |
| Кембрий                                                                  | Нижний  | Томмотский   | 535±1                 |
| Венд                                                                     | Верхний | Верхний      | больше                |

Томмотский ярус (англ. Tommotian Stage) — нижний ярус нижего отдела кембрийской системы Общей стратиграфической шкалы (ОСШ) России. Охватывает породы, сформировавшиеся в томмотский век раннего кембрийского периода. Располагается над докембрийскими породами верхнего отдела вендской системы протерозойского акрона и под атдабанским ярусом нижнего кембрия палеозойской эры фанерозойского эона. Примерно соответствует ярусу 2 терренувского отдела в Международной стратиграфической шкале.
Название образовано от города Томмот в Якутии.
В России стратотип нижней границы кембрийской системы установлен по подошве археоциатовой зоны Nochoroicyathus sunnaginicus. В стратотипе включает три археоциатовые зоны. Расположен в районе среднего течения реки Алдан и представлен юдомской свитой. Юдомская свита в разрезах р. Алдан представляет собой мощную толщу светлых доломитов.